# Bryum perspinidens
Bryum perspinidens là một loài rêu trong họ Bryaceae. Loài này được Broth. mô tả khoa học đầu tiên năm 1897.